# 愛德華·保羅·瓊斯
愛德華·保羅·瓊斯（Edward Paul Jones、1950年10月5日—）是一位美國小說家和短篇小說作家。他因描寫非裔美國人在美國的經歷而廣受歡迎，並因《已知的世界》（2003年）獲得普立茲小說獎和國際IMPAC都柏林文學獎。
記者尼利·塔克 (Neely Tucker) 在《華盛頓郵報》中將瓊斯描述為「可以說是美國首都有史以來最偉大的小說家」。根據《財富》雜誌傳記作家黛安·布雷迪說法，瓊斯被認為是「這一代最優秀的作家之一」。
他曾擔任維吉尼亞大學、喬治梅森大學、馬里蘭大學和普林斯頓大學的創意寫作教授。2010年，瓊斯成為喬治華盛頓大學文學教授，此前他是當代英國文學客座教授。

## 外部連結
- Publisher's official page
- Hilton Als. . The Paris Review. Winter 2013,. Winter 2013 (207)  [2024-07-18]. （原始内容存档于2016-11-25）.